# Euryobeidia largeteaui
Euryobeidia largeteaui là một loài bướm đêm trong họ Geometridae.